# Summerhayesia zambesiaca
Summerhayesia zambesiaca är en orkidéart som beskrevs av Phillip James Cribb. Summerhayesia zambesiaca ingår i släktet Summerhayesia och familjen orkidéer. Inga underarter finns listade i Catalogue of Life.